# 頂寮 (雲林縣)
頂寮，原寫為頂藔，是台灣雲林縣元長鄉的一個傳統地域名稱，位於該鄉南部。相較於今日行政區，其範圍大致與頂寮村相近。

## 歷史
台灣清治末期至日治初期，頂寮地區為一（舊制）街庄，稱為「頂藔庄」，隸屬於白沙墩堡。該庄北與子茂庄為鄰，東與糞箕湖庄、客仔厝庄為鄰，南邊為下藔庄為鄰，西邊為龍岩厝庄、元長庄。
1901年（日治明治三十四年）11月，全台廢縣廳改設二十廳，該庄隸屬於斗六廳。1903年（明治三十六年）6月，該庄編入「元長區」，隸屬於斗六廳。1909年（明治四十二年）10月，合併二十廳為十二廳，元長區改隸屬於嘉義廳。1920年（大正九年），全台地方制度大改正，廢十二廳改設五州二廳，該庄改制並雅化為「頂寮」大字，隸屬於臺南州北港郡（舊制）元長庄。
戰後元長庄改制為元長鄉，隸屬於臺南縣，大字亦改制為村。1950年10月，雲、嘉、南分治，元長鄉改隸屬雲林縣。

## 聚落
本地區發展較早的聚落為潭墘、中坑仔、崁頭厝、頂藔、應菜潭（下頂寮）等，在日治期初期的官方地圖上已有記載。此外，本地區尚有烏雞寮聚落。

## 交通
縣道145號是彰化縣埤頭鄉至嘉義縣六腳鄉港尾寮的道路，大致以縱向蜿蜒經過本地區東部邊界的南段。由該道路向北轉東北微北可前往土庫鎮、虎尾鎮、西螺鎮、埤頭鄉等地，向南可前往北港鎮、六腳鄉的港尾寮並止於省道台19線路口。
鄉道雲168線是口莊至崙仔的道路，大致以西南西—東北東走向到達本地區西南角角後，轉東南東沿本地區南部邊界蜿蜒而行，經埔墘聚落北側、鄉道雲170-1線終點路口、烏雞寮聚落南側後轉東，再經下寮聚落北側的鄉道雲168-1線起點路口、縣道145號路口並出境。由該道路向西南西可前往龍岩厝、溝皂地區南部、好收地區的口庄（口莊）聚落並止於縣道155號路口；向東可前往下寮地區東北部的東庄聚落、內寮，並止於縣道145甲線路口（內寮地區崙仔聚落北郊）。
鄉道雲170線是龍岩至瓦磘的道路，大致以西北西—東南東走向到達本地區西部邊界南側，轉東北沿邊界而行，經鄉道雲170-1線起點路口後入境，其後轉東北東至中坑子聚落經鄉道雲172線路口，至潭墘聚落轉北再轉東南東再轉東以至出境。由該道路向西北西可前往龍岩厝並止於該地區中央偏北的省道台19線路口；向東可前往客子厝地區北部的卓運厝聚落、鹿寮地區的瓦磘寮（瓦磘）聚落並止於縣道145甲線轉角路口。
鄉道雲170-1線是頂寮至埔墘的道路，全線均在本地區境內，其北側端點（起點）位於本地西部邊界地帶的鄉道雲170線路口（頂寮聚落西北郊）。由此向東北東轉東南微東，至頂寮聚落轉南再轉西南，經下頂寮聚落後轉西南西，可前往埔墘聚落並止於鄉道168線路口。
鄉道雲172線是元長至新吉的道路，大致以西北微西—東南微東走向轉西北微北—東南微南走向再轉西向東經過本地區中部，並與鄉道170線交會於中坑子聚落，與縣道145號交會於本地區東部邊界（臨客子厝聚落）。由該道路向西北微北可前往元長市區並止於省道台19線路口；向東可前往客子厝地區的主聚落與四股寮聚落、內寮地區的好收寮聚落，並止於新吉庄（新吉）聚落西側的縣道145甲線路口。

## 經濟
- 客厝國小